# Tranvías de Cincinnati

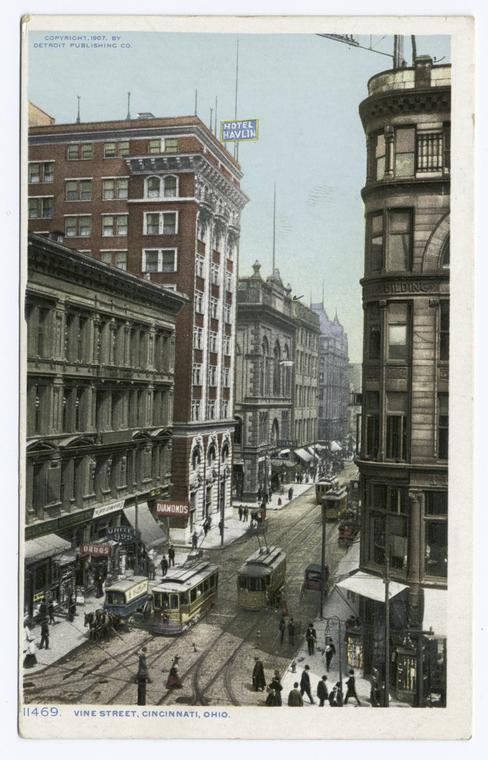
Cuatro tranvías eléctricos viajan por la Calle Vine alrededor de 1907.

Los tranvías eran la principal forma de transporte público en la ciudad de Cincinnati, Ohio a comienzos del siglo XX. Las redes originales de tranvías fueron desmanteladas en 1951.
En 2007 la ciudad completó un estudio para determinar si tender una red de tranvías modernos, sería beneficioso. El 23 de abril de 2008, el Ayuntamiento de la Ciudad aprobó un plan para construir una nueva línea de tranvía. En el 2009 y 2011 la ciudad voto en un referéndum diseñado para detener el proyecto del tranvía, pero en ambos casos la mayoría de los votos favoreció el proyecto. Las obras de la línea del Centro/Sobre-el-Rin comenzaron el 17 de febrero de 2012. Se preveía que el nuevo sistema no podría abrirse antes de la primavera del 2013.

## Sistema de tranvías histórico

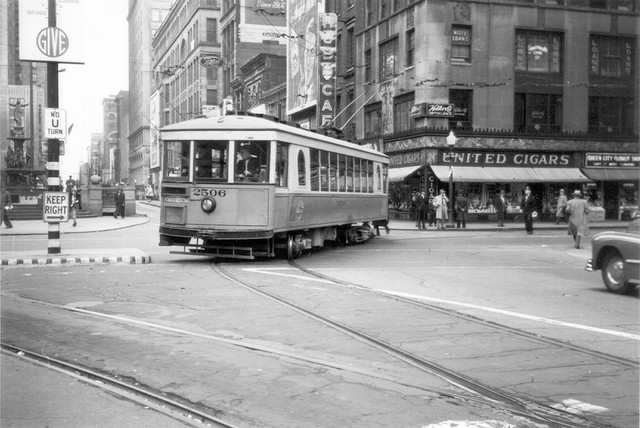
Un tranvía en la 5.ª y Walnut en el centro de Cincinnati

Los primeros habitantes de Cincinnati ocuparon con sus casas el Valle que ahora incluye el centro, Over-the-Rhine, y el West End. En la década de 1850 la población de la ciudad había aumentado y no cabía en el Valle, así que la gente comenzó a ocupar las colinas que rodean la ciudad. En ese tiempo los omnibus tirados por caballos era la principal forma de transporte urbano, pero eran inadecuados porque los animales se fatigaban y era imposible subir las pendientes de las Colinas en mal tiempo. Las ciudades con terreno montañoso como Cincinnati y San Francisco comenzaron a adoptar tranvías porque eran más rápidos y más fiables que los carros de caballos.
Las primeras rutas de tranvía en Cincinnati circulaban por la Avenida Gilbert, Mount Auburn y la calle Vine. Los tranvías se movían tirados por un cable escondido bajo la calle, que estaba funcionando constantemente. Se comprobó que la electricidad era más barata y fiable que los cables, los cuales requerían cambios periódicamente por desgaste. Consecuentemente, empezando desde el 17 de agosto de 1889, se introdujeron los primeros tranvías movidos por electricidad, también llamados trenes ligeros, y los tirados por cables fueron convirtiéndose en tranvías eléctricos o abandonados. Las líneas crecieron hasta llegar a 357 km (222 millas) de vías en Cincinnati y en el norte de Kentucky. Durante décadas el sistema de tranvías de Cincinnati, transportó más de 100 millones de pasajeros al año. Comparativamente, en el 2002, aproximadamente 25 millones de personas viajaron por el sistema de metro bus.

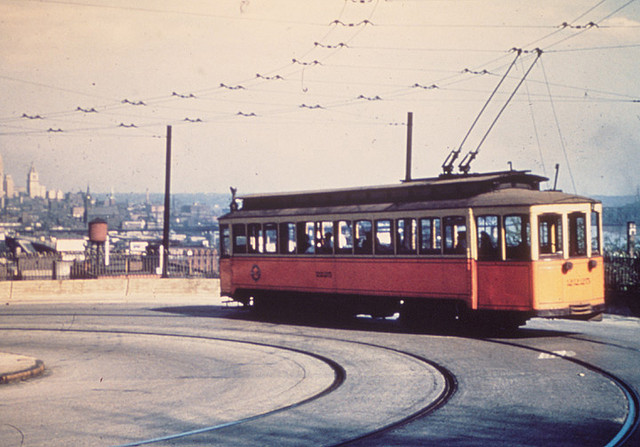
Tranvía hacia 1940, con doble trole, perticularidad de los tranvías de Cincinnati.

Cincinnati era una de las únicas tres ciudadetroles de Norteamérica cuyos tranvías usaban catenarias dobles (dos cables para cada vía) y troles gemelos en cada tranvía, los otros eran el de La Habana, Cuba y el pequeño sistema de Merrill, Wisconsin. Todas las líneas usaban cable doble de tranvía, la única excepción era la línea 78, una porción de esta, la cual estaba a las afueras de la ciudad, solo tenía un cable para cada vía. En los demás sistemas de tranvías de Norteamérica, las vías funcionaban como retorno para la corriente eléctrica recogida por el trole del tranvía, pero esto requería adherencia adecuada de los carriles para prevenir que las corrientes parásitas escaparan y no interfieran con líneas de servicios públicos cercanas, como las líneas telefónicas. En Cincinnati, una de las primeras empresas principales de tranvías, la Cincinnati Street Railway, decidió instalar cable doble desde el principio, para ahorrar dinero.

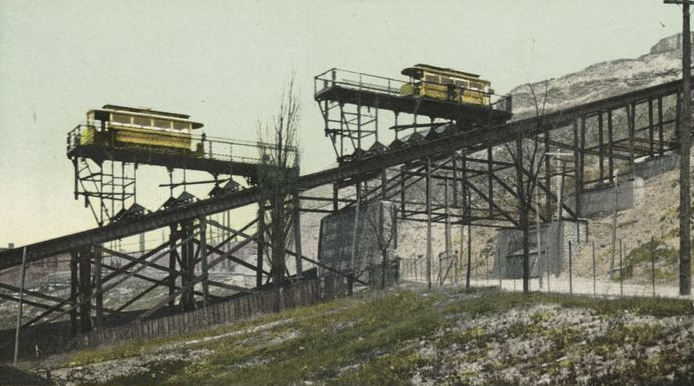
Para subir los tranvías por las empinadas colinas de la ciudad, se usaban funiculares.

Los tranvías funcionaban en conjunto con cuatro funiculares, el Mount Adams, el Mount Auburn, el Bellevue y el Fairview. A excepción del funicular Fairview, los demás funcionaban para tracción animal, pero después fueron equipados para poder transportar tranvías eléctricos. Los coches entraban en la plataforma, la cual tenía rieles y (en la mayor parte de los casos) cables aéreos. La plataforma, sobre sus propios rieles, llegaba a la cima de la colina tirada por cables, transportando el tranvía. Cuando alcanzaba la cima, el tranvía simplemente era conducido fuera de la plataforma hacia los raíles instalados a lo largo de las calles de la ciudad.
Los tranvías continuaron siendo la principal forma de transporte público en la ciudad hasta que la popularidad del automóvil causó la disminución de pasajeros. Con la mejora de las carreteras públicas a partir del fin de la Segunda Guerra Mundial, los ciudadanos podían vivir en zonas más lejanas y aun así poder ir conduciendo a la ciudad para disfrutar de sus beneficios. Ayudado por una postura antirrieles de la ciudad de Cincinnati y los suburbios, como Norwood, los tranvías fueron eliminados después de la Guerra en favor de los autobuses y los trolebuses, y el 29 de abril de 1951 se retiraron los últimos tranvías. El Funicular Mount Adams cerró en 1948 cuando una inspección de rutina reveló que las vigas de apoyo estaban peligrosamente desgastadas. Esta fue la sentencia de muerte del funicular; le siguieron quejas de que era “feo,” costaba mucho, causaba bloqueos en las carreteras, y era inútil gracias al automóvil. En el momento que cerró, el Funicular Mount Adams era la mayor atracción turística de Cincinnati.

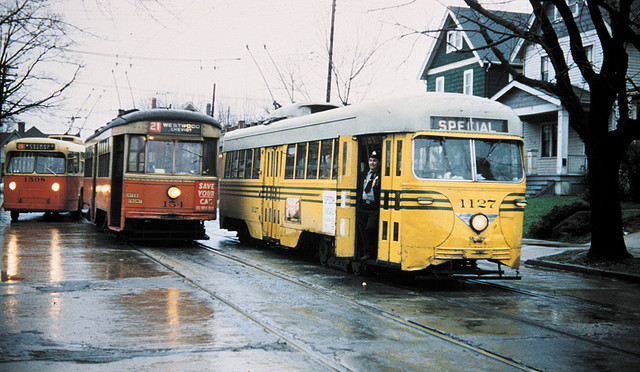
Un trolebús de Cincinnati, Nuevo en ese entonces, con dos tranvías de diferentes generaciones, en sus últimos días de servicio

Las últimas líneas de tranvía, abandonadas el 29 de abril de 1951, eran las rutas 21-Westwood-Cheviot y la 55-Vine-Clifton. Estos fueron convertidos a trolebuses, comúnmente llamados “trolebús entrenador” en ese entonces—como ya había sucedido antes con diversas líneas de tranvías. El sistema de trolebuses de la ciudad duró otros 14 años, hasta el 18 de junio de 1965.
Cincinnati ha sido criticado por haber cerrado los tranvías y funiculares sin darse cuenta de su potencial como atracción turística para ganar dinero. En 1947, el sistema de tranvías de San Francisco fue amenazado con el cierre por cuestiones similares. Se puso a prueba un plan que remplazaría los tranvías por un sistema de nuevos “súper camiones”, pero por votación pública se salvaron los tranvías. Hoy en día los tranvías de San Francisco son vitales para la industria turística de la ciudad, transportan 7,5 millones de pasajeros al año, y generan más de $20 millones de ingresos. El alcalde de Cincinnati Mark Mallory, partidario de los tranvías, aceptaba la posibilidad de reinstalar uno o más funiculares si la nueva propuesta de tranvías era lo suficientemente exitosa. La ciudad aún es dueña del derecho de paso de las zonas donde los funiculares estuvieron antaño.

## Red moderna de tranvías

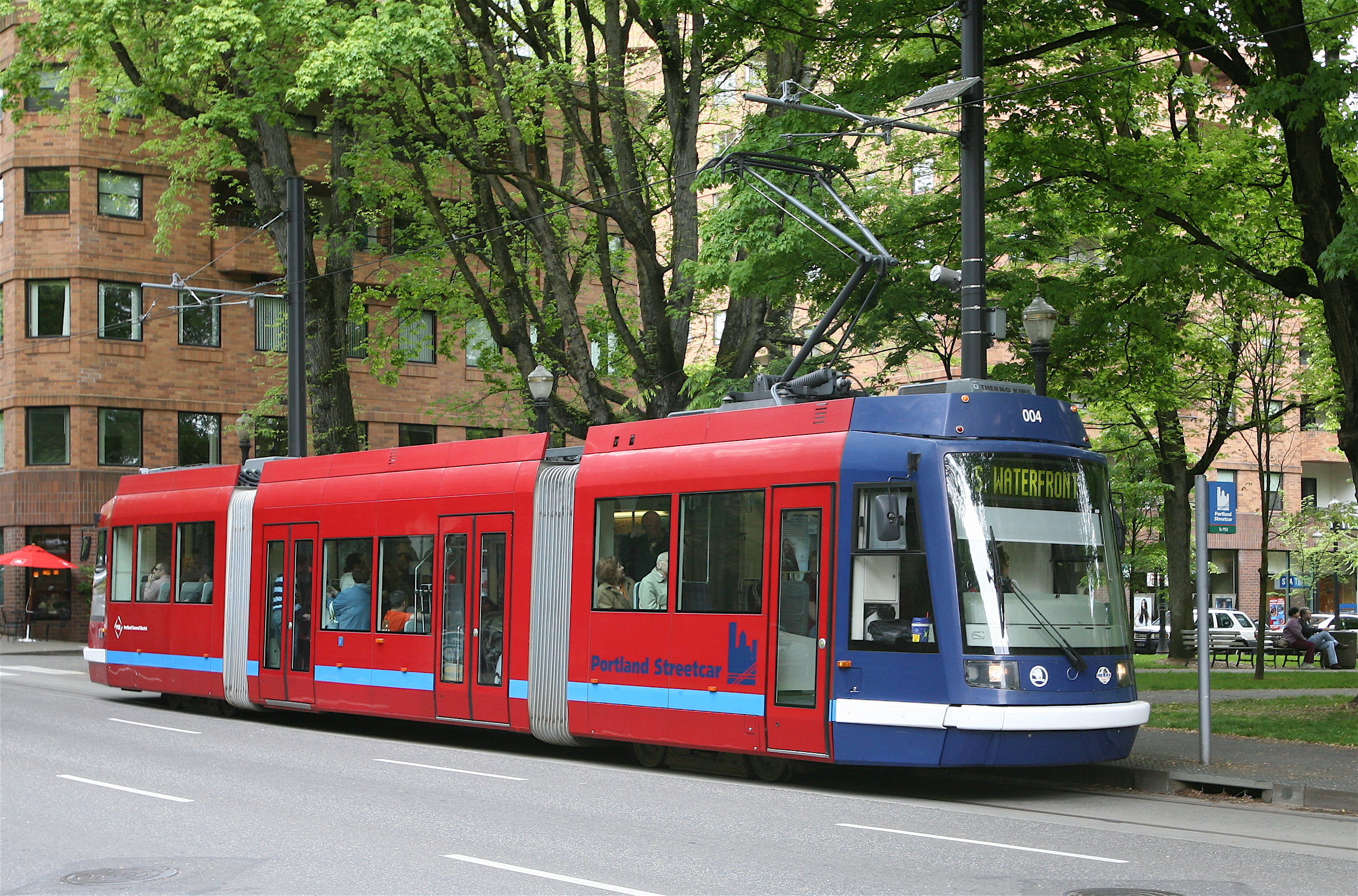
La propuesta de Cincinnati fue modelada a imagen de la red de Portland, Oregón

La línea de tranvías se pensó como una forma de dar vida y desarrollar Over-the-Rhine, el Centro de Cincinnati y los vecindarios en la zona residencial que rodean la Universidad de Cincinnati. La meta fundamental de la propuesta de los tranvías es crear un desarrollo orientado al tránsito.
A finales del siglo XX el barrio Over-the-Rhine, adyacente al centro, era una de las zonas más deprimidas económicamente de los Estados Unidos. La inestabilidad de Over-the-Rhine no permitía el crecimiento así como la inversión en el Distrito Financiero de la ciudad, lo cual, a la vez, ha estado afectando la salud de la región completa. Se supuso que la línea de tranvía atraería trabajadores del centro así como del norte de la ciudad a vivir en las cercanías de la línea, proporcionando transporte para los residentes locales y turistas. Los tranvías aparecieron en el plan de transporte masivo de Cincinnati de 2002, “MetroMoves”, el cual fue rechazado cuando se puso al voto del público.

### Estudio de viabilidad
Se hizo un estudio de viabilidad en 2007, en el que se planteaba una línea de 6,3 km (3,9 millas) desde The Banks, pasando por el centro de la ciudad y por Over-the-Rhine. De acuerdo con el estudio la ciudad ganaría entre 1.200 y 3.400 viviendas adicionales, elevando a $34 000 000 dólares los impuestos de propiedad, y produciendo $17 000 000 dólares en actividad comercial por año gracias a las nuevas viviendas. Dentro de un cuarto de milla de la línea hay 39 hectáreas (97 acres) de espacios para estacionar a lo largo del centro y la línea de Over-the-Rhine. La ganancia potencial de los espacios de estacionamiento para reurbanización es 3787 unidades habitacionales o 688 680 m2 (7 412 900 pies cuadrados) de espacio comercial/oficinas/hoteles. El estudio mostró que los espacios crearían entre $54 millones y $193 millones de reurbanización adicional por año, con una estimación conservadora de $112 millones por año. Un valor total de la propiedad premium de $379 000 000 más $1 480 000 000 de reurbanización en los próximos 10 años (estimado) igualaría un total de $1 911 000 000 de beneficios para la ciudad. El estudio concluye que la relación costo-beneficio de la línea del centro y Over-the-Rhine sería de 1 a 15.2, lo que significa que por cada dólar que Cincinnati gaste, va a recibir $15,2 de ganancia. La Universidad de Cincinnati “revisó los cálculos” del estudio y encontró que “las previsiones del número de pasajeros, de los beneficios y del desarrollo económico” son “creíbles”.
El estudio previó que si se inauguraba en 2010 generaría unos 4600 pasajeros de una porción de la línea del centro y Over-the-Rhine cada día de la semana. De acuerdo con los gobernantes municipales, si el 2% de los trabajadores del centro, el 2% de los asistentes de la asamblea y el 2% de los residentes de Over-the-Rhine usasen los tranvías, cumpliría con el número de pasajeros al día. Para el 2015 se estimó que aproximadamente 6400 personas utilizarán los tranvías cada día de la semana. Los números de la cantidad de pasajeros de la línea de la zona residencial no fueron incluidos en este estudio.
El estudio del 2007 también menciona que el sistema de tranvías tendría cuatro efectos económicos importantes:
1. Mejorará el acceso de los clientes y el número de clientes potenciales para los negocios existentes.
2. Subirán los valores de Mercado de las propiedades existentes.
3. Catalizará un desarrollo nuevo orientado al tránsito en el que se requerirá menos aparcamientos.
4. Apoyará a los barrios haciéndolos más transitables.

### Ruta

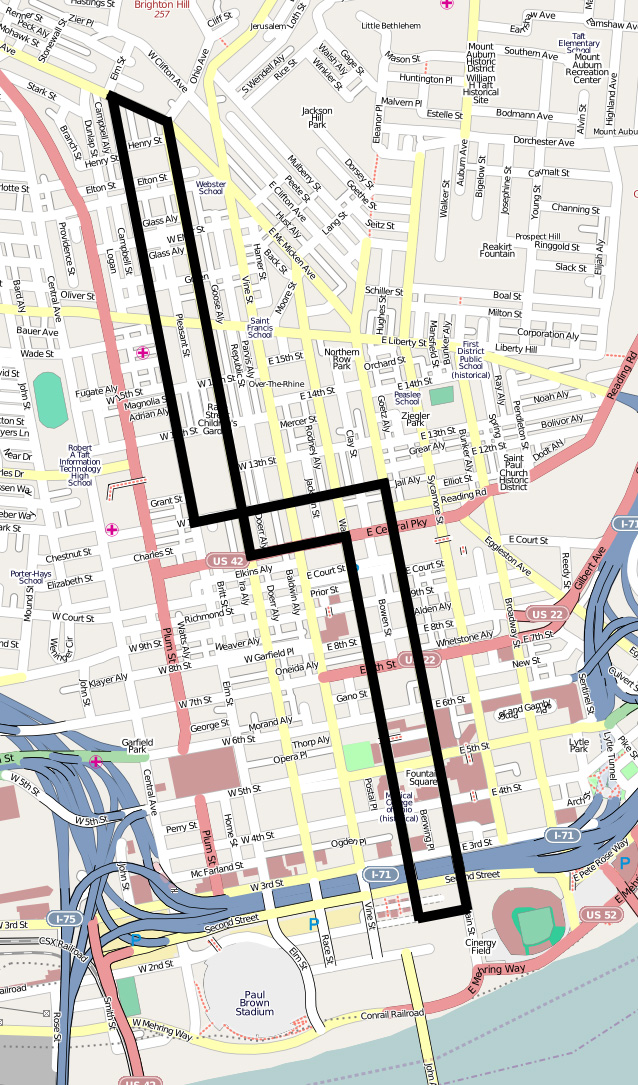
El trazado original atravesando el centro y el Over-the-Rhine. No incluye el trazado por los suburbios.

El tranvía comunicaría varios lugares conocidos de Cincinnati y negocios a 370 000 m² (92 acres) de superficie de estacionamiento y docenas de edificios abandonados o infrautilizados. De acuerdo con los líderes de la ciudad los espacios de estacionamiento y los edificios abandonados están “listos para la reurbanización.”
La línea comenzará en la Calle 2. Después discurrirá hacia el norte por la Calle Principal del centro hasta que llega la Calle 12 en Over-the-Rhine. La línea después dará vuelta hacia el oeste en la Calle 12 y continuará hasta que llegue a la Calle Elm, donde daría vuelta con dirección al norte. La línea continuará con dirección al norte hasta que llegue la Calle Henry, en este punto dará la vuelta al este y avanzará una corta distancia antes de girar hacia el sur en la Calle Race. La línea entonces seguiría la Calle Race hasta que llegue a Central Parkway, donde girará hacia el este. La última vuelta sería hacia el sur sobre la Calle Walnut, donde continuaría hasta que regrese a la Calle 2.
La parte Sur de la línea, debajo de Central Parkway, dará servicio al Distrito Central de Negocios de Cincinnati. Algunos lugares de interés próximos a la línea son The Banks, el Centro Nacional De Libertad del Ferrocarril Subterráneo, el Great American Ball Park, la Autoridad de Tránsito Regional del Suroeste de Ohio, la Fountain Square, el Centro Aronoff, el Centro de Arte Contemporáneo, la Librería Mercantil de Cincinnati, el Distrito Histórico de la Calle Court, y la Biblioteca Púplica de Cincinnati (Biblioteca principal). Otros lugares de interés que están a una distancia corta de la línea son la U.S. Bank Arena, el Paul Brown Stadium, el TeatroTaft, el John A. Roebling Suspension Bridge, la Carew Tower/Tower Place Mall, el Parque Piatt, el Distrito Histórico de Lytle Park, el Museo Taft, la Cala de Yeatman, el Sawyer Point, y el Purple People Bridge. Grandes empresas en o cerca de la línea incluyen a Fifth Third Bank, Procter & Gamble, Duke Energy, American Financial Group, E. W. Scripps Company, Convergys Corporation, y el FBI.
La porción central de la línea sigue el Central Parkaway y la parte sur de Over-the-Rhine, aunque es una área pequeña, alberga muchas de las artes escénicas de Cincinnati. Lugares de interés que se encuentran en la línea incluyen el Music Hall (hogar de la Orquesta Sinfónica de Cincinnati y la Ópera de Cincinnati), el Gateway Quarter, el Teatro Ensemble, el Memorial Hall, el Teatro Know, el Teatro Emery, la Escuela para Artes Creativas y Escénicas, y el Parque Washington. Las Oficinas Centrales del Corporatico Kroger están a lo largo de esta parte de la línea.
La parte norte de la línea proporcionaría servicio a los residentes de Over-the-Rhine y proporcionaría un enlace al futuro Conector de la zona residencial. Algunos lugares de interés incluyen el Mercado Findlay, el Brewery District y Rookwood Pottery.

## Comienza la construcción
La construcción de la nueva red de tranvías comenzó el 17 de febrero de 2012. El contrato con Messer/Prus/Delta JV para la construcción de las vías, el sistema eléctrico y los sistemas de mantenimiento se firmó el 13 de julio de 2013.
El exalcalde Mark Mallory, partidario de los tranvías, pensaba en la posibilidad de reinstalar uno o más planos inclinados si la nueva propuesta de tranvías tenía bastante éxito. La alcaldía conservaba todavía los derechos de paso de los lugares donde en su día estuvieron las rampas de los funiculares.

#### La construcción parada tras las elecciones de 2013

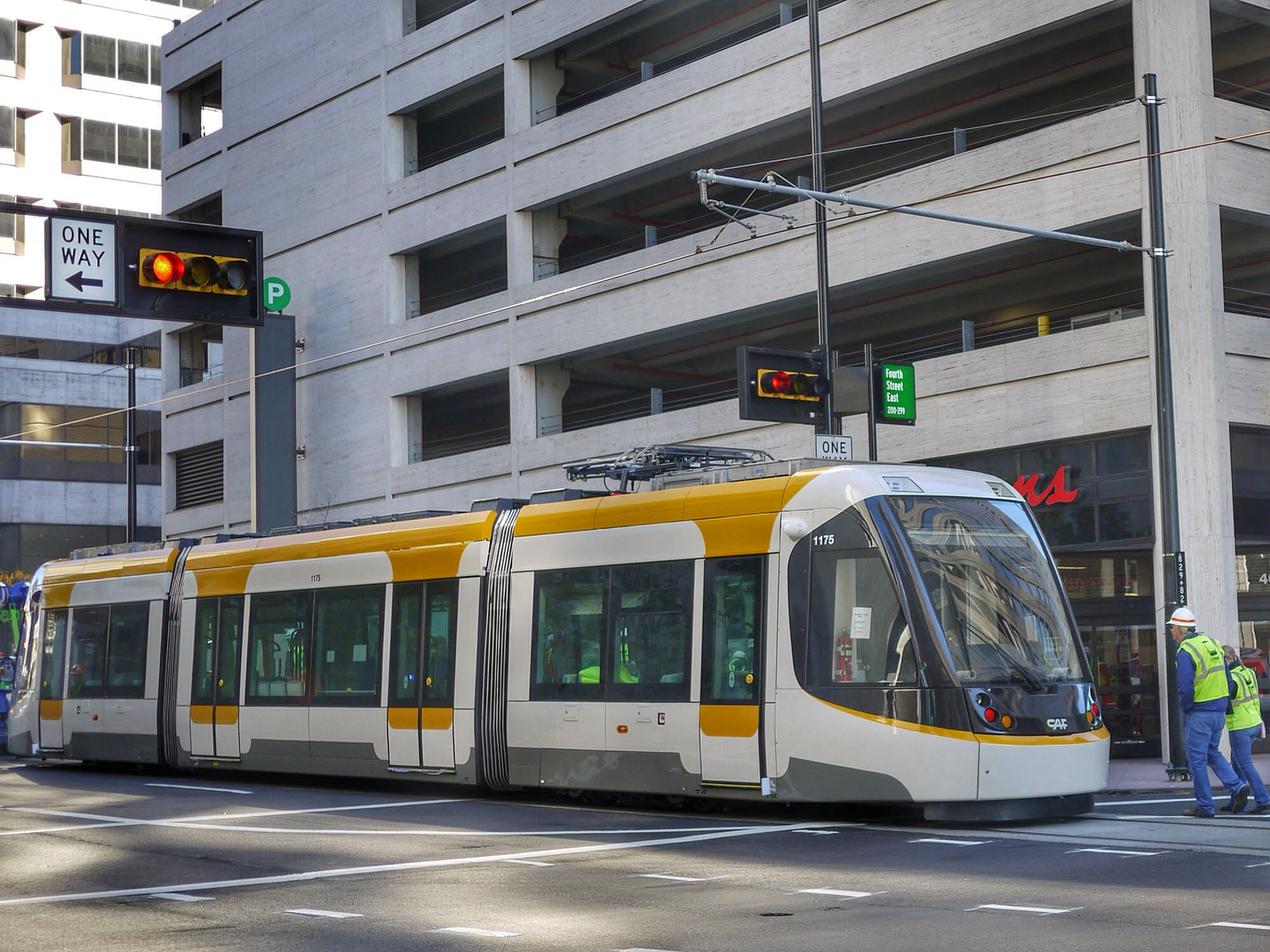
Probando el primer tranvía en noviembre de 2015

### Inauguración

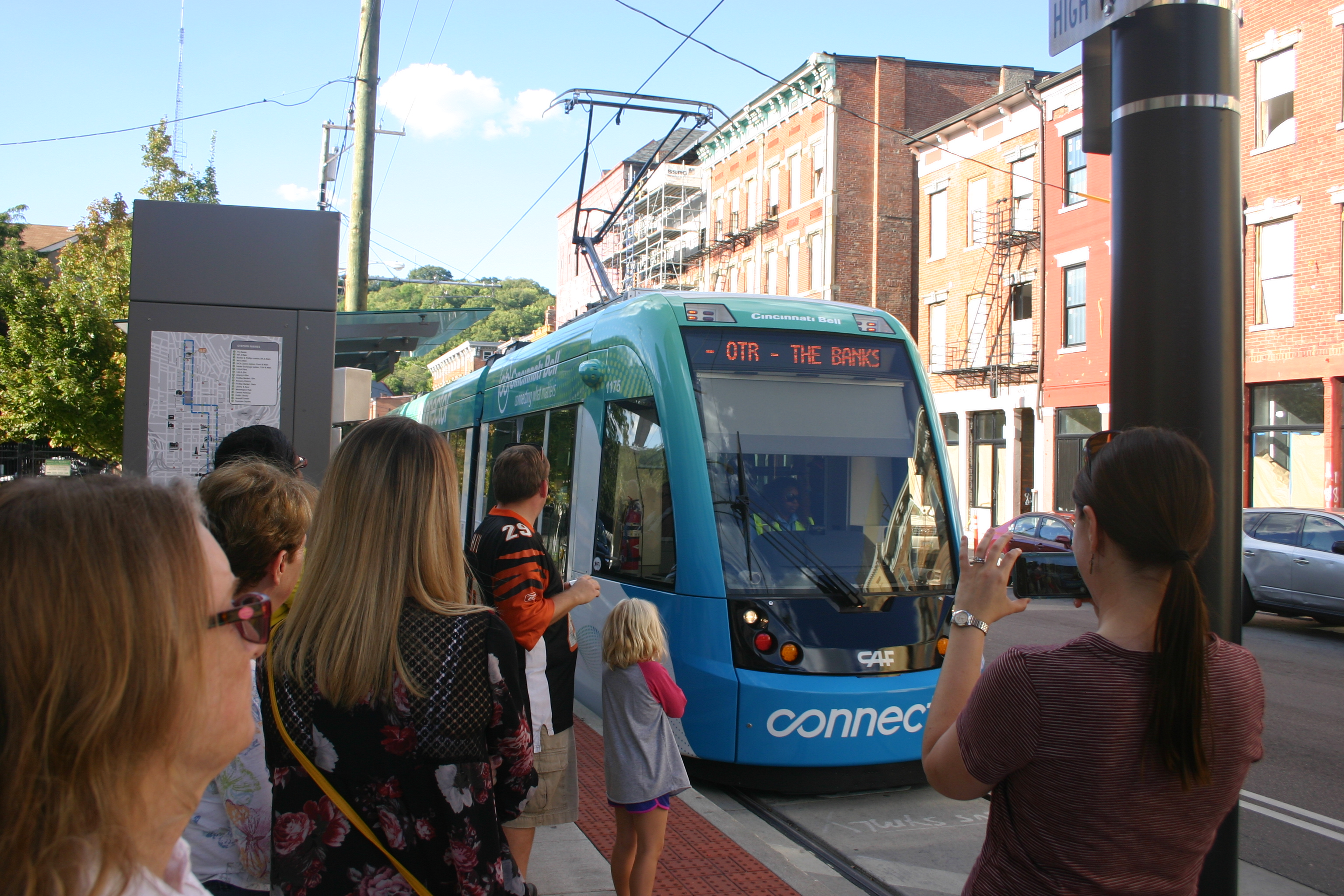
En el fin de semana de apertura

La línea se abrió al público a mediodía del 9 de septiembre de 2016. La inauguración se celebró con un fin de semana de acceso libre. Más de 50 000 viajes se hicieron durante los tres días de fin de semana.

#### Material móvil
Se encargó a Construcciones y Auxiliar de Ferrocarriles (CAF) de España, un lote de cinco tranvías Urbos 3 de piso bajo. para entregar en principio en julio de 2014. El primer tranvía llegó el 30 de octubre de 2015.